# Torneio José Américo de Almeida Filho de 1975
O Torneio José Américo de Almeida Filho de 1975 foi uma competição de futebol realizada pela Federação Paraibana de Futebol para movimentar as equipes que não disputavam as competições nacionais. Infelizmente não houve campeão por conta da violência das equipes que chegaram à final. (CBD, precursora da atual CBF) no Nordeste brasileiro.
O torneio teve participação dos clubes de três dos nove estados do Nordeste, sendo três da Paraíba (Treze, Auto Esporte e Botafogo), um de Alagoas (CRB e o Penedense solicitou participação, que foi negada pela Federação Paraibana) e dois do Rio Grande do Norte (Potiguar e ABC). Vale mencionar que os maiores clubes do Nordeste na época, era Sport, Santa Cruz, Bahia e Vitória, que não disputaram. Mais uma importante informação é de que os atuais campeões desses estados que disputavam o Torneio eram CSA, Campinense e América-RN, que não disputaram o torneio por estarem disputando o Campeonato Brasileiro.
Lamentavelmente, a decisão que seria em 3 partidas não chegou a um campeão em virtude de tamanha violência e insegurança causada tanto por CRB, como por Botafogo. A primeira partida aconteceu em Maceió e terminou com resultado de 1x1. Nessa 1ª partida, o então técnico do CRB Paulo Sérgio Poletto agrediu um atleta chamado Cadu da equipe paraibana, o que gerou revolta e uma promessa de vingança na 2ª partida. O ténico do CRB quase não viaja para segunda partida, e de última hora que resolveram levá-lo. Na 2ª partida, novamente o placar de 1x1, numa partida extremamente violenta, onde a equipe alagoana demorou mais de 2 horas para poder sair do estádio sob proteção da polícia, chegando ao ápice de atirarem contra o ônibos alagoano.
Diante do exposto, a Federação Paraibana optou por encerrar a competição sem declarar um vencedor. Jornais da época chegaram a dizer em nota que "Crb e Botafogo acabam com torneio promissor". Atualmente ambas equipes se declaram campeãs, mas a realidade é que nenhuma das duas conseguiu reconhecimento da CBF, nem da Federação Paraibana de Futebol o reconhecimento do título e o TORNEIO JOSÉ AMÉRICO DE ALMEIDA FILHO de 1975 acabou oficialmente sem um vencedor.
Foi um torneio de marco inicial para realização da Copa do Nordeste de 1994. Porém, diferentemente da edição de 1976, que chegou a ser brevemente reconhecido pela CBF em seu guia anual, o Guia do Campeonato Brasileiro de 2012, como edição da Copa do Nordeste — entretanto, os títulos deste documento, foram anunciados pelos próprios clubes e não pela CBF em si, cabe também observar que o reconhecimento de títulos pela CBF vem através de Resoluções de Presidência da mesma, não através do Guia do Campeonato Brasileiro —, a edição de 1975 nunca foi mencionado pela entidade máxima do futebol nacional como "Nordestão". Em setembro de 2014 o presidente da Liga do Nordeste, Alexi Portela, encaminhou à direção de competições da entidade máxima do futebol brasileiro uma lista de "campeões oficiais", incluindo as edições do Torneio José Américo de Almeida Filho de 1975 e 1976. Porém, até hoje, a CBF não pronunciou sobre o assunto.

## Clubes participantes
De Alagoas
- CRB

Da Paraíba
- Botafogo
- Treze
- Auto Esporte

Do Rio Grande do Norte
- ABC
- Potiguar

## Regulamento
O melhor de cada turno indo à final e decidindo o título da competição.

## Classificação

### Primeiro turno
| Classificação | Classificação | Classificação | Classificação | Classificação | Classificação | Classificação | Classificação | Classificação | Classificação |
| Time          | Time          | PG            | J             | V             | E             | D             | GP            | GC            | SG            |
| ------------- | ------------- | ------------- | ------------- | ------------- | ------------- | ------------- | ------------- | ------------- | ------------- |
| 1             | Botafogo      | 7             | 5             | 2             | 3             | 0             | 6             | 2             | 4             |
| 2             | Treze         | 6             | 5             | 2             | 2             | 1             | 4             | 3             | 1             |
| 3             | Auto Esporte  | 5             | 5             | 2             | 1             | 2             | 4             | 5             | -1            |
| 4             | ABC           | 5             | 5             | 1             | 3             | 1             | 4             | 5             | -1            |
| 5             | Potiguar      | 4             | 5             | 1             | 2             | 2             | 2             | 4             | -2            |
| 6             | CRB           | 3             | 5             | 1             | 1             | 3             | 3             | 4             | -1            |

### Segundo turno
| Classificação | Classificação | Classificação | Classificação | Classificação | Classificação | Classificação | Classificação | Classificação | Classificação |
| Time          | Time          | PG            | J             | V             | E             | D             | GP            | GC            | SG            |
| ------------- | ------------- | ------------- | ------------- | ------------- | ------------- | ------------- | ------------- | ------------- | ------------- |
| 1             | CRB           | 7             | 5             | 3             | 1             | 1             | 8             | 2             | 6             |
| 2             | Botafogo      | 7             | 5             | 3             | 1             | 1             | 4             | 2             | 2             |
| 3             | Treze         | 6             | 5             | 2             | 2             | 1             | 7             | 5             | 2             |
| 4             | ABC           | 5             | 5             | 2             | 1             | 2             | 3             | 2             | 1             |
| 5             | Potiguar      | 4             | 5             | 1             | 2             | 2             | 4             | 5             | -1            |
| 6             | Auto Esporte  | 1             | 5             | 0             | 1             | 4             | 2             | 12            | -10           |

## Resultados

### Primeiro turno
| 21 de agosto | ABC | 1 – 0 | CRB |  |
|              |     |       |     |  |

| 23 de agosto | Auto Esporte-PB | 1 – 0 | CRB |  |
|              |                 |       |     |  |

| 24 de agosto | Potiguar | 1 – 0 | Treze |  |
|              |          |       |       |  |

| 27 de agosto | ABC | 1 – 1 | Treze |  |
|              |     |       |       |  |

| 27 de agosto | Botafogo | 1 – 0 | Potiguar |  |
|              |          |       |          |  |

| 31 de agosto | Potiguar | 1 – 1 | ABC |  |
|              |          |       |     |  |

| 31 de agosto | Botafogo | 3 – 0 | Auto Esporte-PB |  |
|              |          |       |                 |  |

| 31 de agosto | Treze | 1 – 0 | CRB |  |
|              |       |       |     |  |

| 3 de setembro | Auto Esporte-PB | 2 – 0 | ABC |  |
|               |                 |       |     |  |

| 3 de setembro | Treze | 0 – 0 | Botafogo |  |
|               |       |       |          |  |

| 7 de setembro | Auto Esporte-PB | 0 – 0 | Potiguar |  |
|               |                 |       |          |  |

| 7 de setembro | CRB | 1 – 1 | Botafogo |  |
|               |     |       |          |  |

| 10 de setembro | ABC | 1 – 1 | Botafogo |  |
|                |     |       |          |  |

| 10 de setembro | Treze | 2 – 1 | Auto Esporte-PB |  |
|                |       |       |                 |  |

| 10 de setembro | CRB | 2 – 0 | Potiguar |  |
|                |     |       |          |  |

### Segundo turno
| 21 de setembro | Botafogo | 0 – 0 | ABC |  |
|                |          |       |     |  |

| 21 de setembro | Treze | 2 – 2 | Potiguar |  |
|                |       |       |          |  |

| 24 de setembro | CRB | 6 – 0 | Auto Esporte-PB |  |
|                |     |       |                 |  |

| 28 de setembro | ABC | 1 – 0 | Potiguar |  |
|                |     |       |          |  |

| 28 de setembro | CRB | 1 – 0 | Botafogo |  |
|                |     |       |          |  |

| 1 de outubro | Botafogo | 2 – 1 | Potiguar |  |
|              |          |       |          |  |

| 1 de outubro | ABC | 2 – 0 | Auto Esporte-PB |  |
|              |     |       |                 |  |

| 1 de outubro | Treze | 2 – 0 | CRB |  |
|              |       |       |     |  |

| 5 de outubro | Potiguar | 0 – 0 | CRB |  |
|              |          |       |     |  |

| 5 de outubro | Botafogo | 1 – 0 | Auto Esporte-PB |  |
|              |          |       |                 |  |

| 5 de outubro | Treze | 1 – 0 | ABC |  |
|              |       |       |     |  |

| 9 de outubro | Treze | 2 – 2 | Auto Esporte-PB |  |
|              |       |       |                 |  |

| 12 de outubro | Potiguar | 1 – 0 | Auto Esporte-PB |  |
|               |          |       |                 |  |

| 12 de outubro | Botafogo | 1 – 0 | Treze |  |
|               |          |       |       |  |

| 12 de outubro | CRB | 1 – 0 | ABC |  |
|               |     |       |     |  |

### Fase final

#### Final
| 1 de novembro | CRB | 1 – 1 | Botafogo |  |
|               |     |       |          |  |

| 9 de novembro | Botafogo | 1 – 1 | CRB |  |
|               |          | Não Houve Campeão pois era para haver um 3º jogo e devido à violência de ambas equipes (ônibus do CRB chegou a ser baleado em João Pessoa). Diante disso a competição ficou sem campeão de fato. |     |  |